# كارلوس ساندوفال
كارلوس ساندوفال هو ملحن ألماني، ولد في 6 سبتمبر 1956.